# 莫頓鎮區 (堪薩斯州渥太華縣)
莫頓鎮區（英語：Morton Township）為美國堪薩斯州渥太華縣轄下的鎮區。2010年美国人口普查中此鎮區人口有463人。

## 地理
莫頓鎮區涵蓋總面積為93.0平方（35.89平方英里），其中陸地面積為92.9平方（35.86平方英里），水域面積為0.078平方（0.03平方英里）或0.08%。

## 人口統計
根據2010年美國人口普查，莫頓鎮區人口有463人，其中男性有233人，女性有230人，人口密度為每平方公里4.98人，住房計214戶。鎮區內的白人有451人，非裔美國人有0人，美洲原住民有1人，亞裔美國人有0人，太平洋島裔美國人有0人，其他種族有5人，混血種族則有6人。此外鎮區內有10人為西班牙裔或拉丁裔美國人。此鎮區之年齡中位數為40.8歲，而男性年齡中位數為39.5歲，女性年齡中位數為42.7歲。

## 交通

### 主要公路
- 18號堪薩斯州州道